# Pedra Bonita (Rio de Janeiro)
Pour l’article homonyme, voir Pedra Bonita.
Pedra Bonita est une montagne située à Rio de Janeiro, au Brésil. Elle constitue un site touristique situé dans le parc national de la Tijuca. Elle se trouve entre le mont Pedra da Gávea et les quartiers de São Conrado et Barra da Tijuca. Au sein du parc, elle se trouve dans le secteur C, une zone géographiquement isolée du siège du parc.

## Sentier Pedra Bonita
Le sentier de Pedra Bonita est l'un des plus connus de la ville de Rio de Janeiro. Il est considéré comme facile, étant peu raide. Cette visite est recommandée pour ceux qui commencent à pratiquer les sentiers, car elle ne nécessite pas beaucoup de préparation physique, ou pour ceux qui veulent simplement profiter de l'une des plus belles vues de Rio de Janeiro.
Le temps moyen d'ascension jusqu'au sommet est d'environ une heure. La promenade commence à Estrada das Canoas, à São Conrado, près de la rampe de vol libre. Du haut de Pedra Bonita, on peut voir la plage de São Conrado, le Morro Dois Irmãos, les plages de la zone sud, le mont Pedra da Gávea, Barra da Tijuca et ses plages, la forêt de Tijuca et certaines zones de la zone sud.